# Dahuk (provins)
 Denne artikel omhandler Dahuk (provins). Opslagsordet har også en anden betydning, se Dahuk.
Dahuk (staves også Duhok eller Dohuk; kurdisk: دهۆك, Dihok; assyrisk: ܢܘܗܕܪܐ, Nohadra; arabisk: محافظة دهۆك) er en irakisk provins med 1.072.324(2009) indbyggere. Det administrative hovedsæde i provinsen er byen Dahuk med 330.600(2015) indbyggere.
Provinsen ligger i Irakisk Kurdistan i det nordlige Irak. Hovedbyen er Dahuk. Før 1976 var provinsen en del af Ninawa, som dengang blev kaldt Mosul.
Det Irakiske Kurdistan blev formelt selvstyrende i 2005, men regionen blev de facto selvstyrende efter Golfkrigen i 1990-1991.